# Воздушная истребительная армия ПВО

Воздушная истребительная армия ПВО — оперативное формирование (объединение) истребительной авиации ПВО (противовоздушной обороны) СССР, предназначенное для решения самостоятельных оперативных и стратегических задач противовоздушной обороны, а также совместными действий с другими видами Вооружённых Сил и родами войск (сил) Вооружённых Сил СССР.

## Период существования
Воздушные истребительные армии ПВО существовали в период с мая 1943 года по 1960 год. В период с 1954 по 1960 гг. в связи с реорганизацией Войск ПВО страны воздушные истребительные армии ПВО расформированы.

## История формирования
Воздушные истребительные армии ПВО как объединение истребительной авиации ПВО впервые была сформирована в июне 1943 года на базе 6-го истребительного авиационного корпуса ПВО. На основании приказа НКО СССР 5 июня 1943 года
была сформирована 1-я воздушная истребительная армия ПВО. Армия сформирована в составе Московского фронта ПВО с целью обороны Москвы и ряда важных объектов Подмосковья от ударов воздушного противника.
В период послевоенной реорганизации Войск ПВО в составе Юго-Западного округа ПВО сформирована также воздушная истребительная армия ПВО на базе ВВС Юго-Западного фронта ПВО. В августе – октябре 1948 года при переформировании округов ПВО в районы ПВО создано четыре 4 воздушные истребительные армии ПВО в районах ПВО 1-й категории.

## Состав
Воздушная истребительная армия ПВО состояла из управления (штаба), авиационных соединений и отдельных частей, а также частей обеспечения и обслуживания.
Как правило, в состав воздушной истребительной армии ПВО входили 2 – 4 истребительных авиационных корпуса ПВО по 2 – 4 истребительных авиационных дивизии (всего до 15 – 23 истребительных авиационных полков), до 4-х авиационных технических дивизий, части обеспечения.

## Формирования
На базе истребительных авиационных дивизий и корпусов ПВО были созданы воздушные истребительные армии:
| Воздушная армия                         | Подчинение                                                      | Формирование                                     | Дислокация штаба армии                    | Переформирование                             | Примечание                                        |
| --------------------------------------- | --------------------------------------------------------------- | ------------------------------------------------ | ----------------------------------------- | -------------------------------------------- | ------------------------------------------------- |
| 1-я воздушная истребительная армия ПВО  | Центральный фронт ПВО                                           | 15.06.43 года, на базе 6-го иак ПВО              |                                           | 10.06.1945 г. расформирована                 |                                                   |
| 19-я воздушная истребительная армия ПВО | Северо-Западный округ ПВО                                       | Январь 1946 г.                                   | Горький, Москва                           | 20.02.1949 г. в 78-ю ВИА ПВО                 |                                                   |
| 20-я воздушная истребительная армия ПВО | Западный округ ПВО                                              | Январь 1946 г.                                   | Вильнюс                                   | Расформирована в июне 1946 г.                | Соединения и части переданы в 19-ю виа и 21-ю виа |
| 21-я воздушная истребительная армия ПВО | Юго-Западный округ ПВО                                          | Январь 1946 г.                                   | Львов                                     | 20.02.1949 г. переформирована в 66-ю ВИА ПВО |                                                   |
| 22-я воздушная истребительная армия ПВО | Архангельский район ПВО                                         | Январь 1946 г.                                   | Мурманск, Петрозаводск (предположительно) | после 1958 года                              |                                                   |
| 24-я воздушная истребительная армия ПВО |                                                                 |                                                  |                                           |                                              |                                                   |
| 25-я воздушная истребительная армия ПВО | Ленинградский район ПВО I-й категории                           | 01.05.1949 г. на базе Ленинградского гв. иак ПВО | Ленинград                                 | 03.07.1954 г.                                | расформирована                                    |
| 32-я воздушная истребительная армия ПВО | Донбасский район ПВО I-й категории                              | 01.10.1949 г. из 40-й ВИА ПВО                    | Харьков                                   | 03.07.1954 г.                                |                                                   |
| 40-я воздушная истребительная армия ПВО | Донбасский район ПВО I-й категории                              | 01.07.1949 г. из 66-й ВИА ПВО                    | Харьков                                   | 01.10.1949 г.                                |                                                   |
| 42-я воздушная истребительная армия ПВО | Бакинский район ПВО Бакинский округ ПВО                         | 20.02.1950 г. из 62-й воздушной армии            | Баку                                      | расформирована к 01.03.1960 г.               |                                                   |
| 50-я воздушная истребительная армия ПВО |                                                                 |                                                  | Ленинград                                 |                                              |                                                   |
| 52-я воздушная истребительная армия ПВО | Московский район ПВО Центральный округ ПВО Московский округ ПВО | февраль 1952 г. из 64-й ВИА ПВО                  | Москва                                    | 1960 г.                                      | расформирована                                    |
| 64-я воздушная истребительная армия ПВО | Московский район ПВО I-й категории                              | 01.10.1949 г. из 78-й ВИА ПВО                    | Москва                                    | 20.08.1954 г. переформирована в 52-ю ВИА ПВО |                                                   |
| 66-я воздушная истребительная армия ПВО | Донбасский район ПВО I-й категории                              | 20.02.1949 г. из 21-й ВИА ПВО                    | Львов, Харьков                            | 01.10.1949 г. переформирована в 32-ю ВИА ПВО |                                                   |
| 78-я воздушная истребительная армия ПВО | Московский район ПВО I-й категории                              | 20.02.1949 г. из 19-й ВИА ПВО                    | Москва                                    | 01.10.1949 г. переформирована в 64-ю ВИА ПВО |                                                   |